# Mouilleron-Saint-Germain
Pour les articles homonymes, voir Mouilleron.
Mouilleron-Saint-Germain est une commune nouvelle française, située dans le département de la Vendée, en région Pays de la Loire.
Issue de la fusion des communes de Mouilleron-en-Pareds et de Saint-Germain-l’Aiguiller, elle est créée le 1er janvier 2016.

## Géographie
Le chef-lieu de la commune nouvelle, Mouilleron-en-Pareds, se situe à l’est du département de la Vendée. L’altitude de celle-ci varie entre 60 et 182 mètres.
| Tallud-Sainte-Gemme | Réaumur                  |                         |
|                     | Mouilleron-Saint-Germain | Cheffois                |
| Bazoges-en-Pareds   |                          | Saint-Maurice-le-Girard |

## Toponymie

Limites et bourgs des communes fondatrices de Mouilleron-Saint-Germain.

Le toponyme consiste en la juxtaposition de deux parties des noms des communes fondatrices, Mouilleron qui désigne un lieu (généralement une partie de champ ou de pré) caractérisé par un excès d'humidité, et Saint-Germain-l'Aiguiller. La dénomination de la commune déléguée abritant le chef-lieu est placée en premier, en accord avec les 26 membres des conseils municipaux en novembre 2015. Conformément à la typographie française en matière d’entités administratives, les différentes parties du nom de la commune nouvelle sont reliées par des traits d’union.

### Climat
Pour des articles plus généraux, voir Climat des Pays de la Loire et Climat de la Vendée.
En 2010, le climat de la commune est de type climat océanique franc, selon une étude du CNRS s'appuyant sur une série de données couvrant la période 1971-2000. En 2020, Météo-France publie une typologie des climats de la France métropolitaine dans laquelle la commune est exposée à un climat océanique et est dans la région climatique  Bretagne orientale et méridionale, Pays nantais, Vendée, caractérisée par une faible pluviométrie en été et une bonne insolation. 
Pour la période 1971-2000, la température annuelle moyenne est de 11,8 °C, avec une amplitude thermique annuelle de 14,4 °C. Le cumul annuel moyen de précipitations est de 853 mm, avec 12,7 jours de précipitations en janvier et 6,8 jours en juillet. Pour la période 1991-2020, la température moyenne annuelle observée sur la station météorologique de Météo-France la plus proche, « Sainte Gemme la Plaine_sapc », sur la commune de Sainte-Gemme-la-Plaine à 29 km à vol d'oiseau, est de 13,0 °C et le cumul annuel moyen de précipitations est de 809,1 mm,. Pour l'avenir, les paramètres climatiques de la commune estimés pour 2050 selon différents scénarios d'émission de gaz à effet de serre sont consultables sur un site dédié publié par Météo-France en novembre 2022.

## Urbanisme

### Typologie
Au 1er janvier 2024, Mouilleron-Saint-Germain est catégorisée bourg rural, selon la nouvelle grille communale de densité à sept niveaux définie par l'Insee en 2022.
Elle est située hors unité urbaine et hors attraction des villes,.

## Histoire
La commune nouvelle de Mouilleron-Saint-Germain naît le 1er janvier 2016 de la fusion des communes de Mouilleron-en-Pareds et de Saint-Germain-l’Aiguiller. L’arrêté préfectoral no 15-DRCTAJ/2-580 du 19 novembre 2015 entérine sa création.

## Politique et administration

### Liste des maires
| Période        | Période  | Identité        | Étiquette | Qualité |
| -------------- | -------- | --------------- | --------- | --- |
| 4 janvier 2016 | En cours | Valentin Josse, | DVD       | Maire délégué de Mouilleron-en-Pareds (depuis 2016) Conseiller départemental (depuis 2015), élu dans le canton de La Châtaigneraie |

### Structure intercommunale
Alors que les deux communes sont incluses dans le périmètre de la communauté de communes du Pays-de-la-Châtaigneraie, un arrêté préfectoral du 17 décembre 2015 attribue 4 sièges à Mouilleron-Saint-Germain au conseil communautaire à compter du 1er janvier 2016.

### Communes déléguées
| Nom                          | Code Insee | Intercommunalité | Superficie (km2) | Population (dernière pop. légale) | Densité (hab./km2) |
| ---------------------------- | ---------- | ---------------- | ---------------- | --------------------------------- | ------------------ |
| Mouilleron-en-Pareds (siège) | 85154      |                  | 20,22            | 1 370 (2015)                      | 68                 |
| Saint-Germain-l’Aiguiller    | 85219      |                  | 8,44             | 465 (2015)                        | 55                 |

## Population et société

### Gentilé
Les habitants de Mouilleron-Saint-Germain sont appelés les Mouilleronnais-Germinois.

### Démographie
L'évolution du nombre d'habitants est connue à travers les recensements de la population effectués dans la commune depuis sa création.

En 2022, la commune comptait 1 749 habitants, en évolution de −4,89 % par rapport à 2016 (Vendée : +5,33 %, France hors Mayotte : +2,11 %).
| 2014  | 2015  | 2020  | 2022  |
| ----- | ----- | ----- | ----- |
| 1 834 | 1 835 | 1 786 | 1 749 |

### Sports
Le 8 juillet 2018, la commune a accueilli le départ de la deuxième étape du Tour de France, dont le parcours s'est terminé à La Roche-sur-Yon,.

## Culture locale et patrimoine

### Lieux et monuments
- Château du Châtelier-Portault
- Château de Saint-Sauveur
- Église Saint-Hilaire de Mouilleron-en-Pareds
- Manoir du Vigneau
- Musée national Clemenceau-de-Lattre
- Temple protestant de Mouilleron-en-Pareds

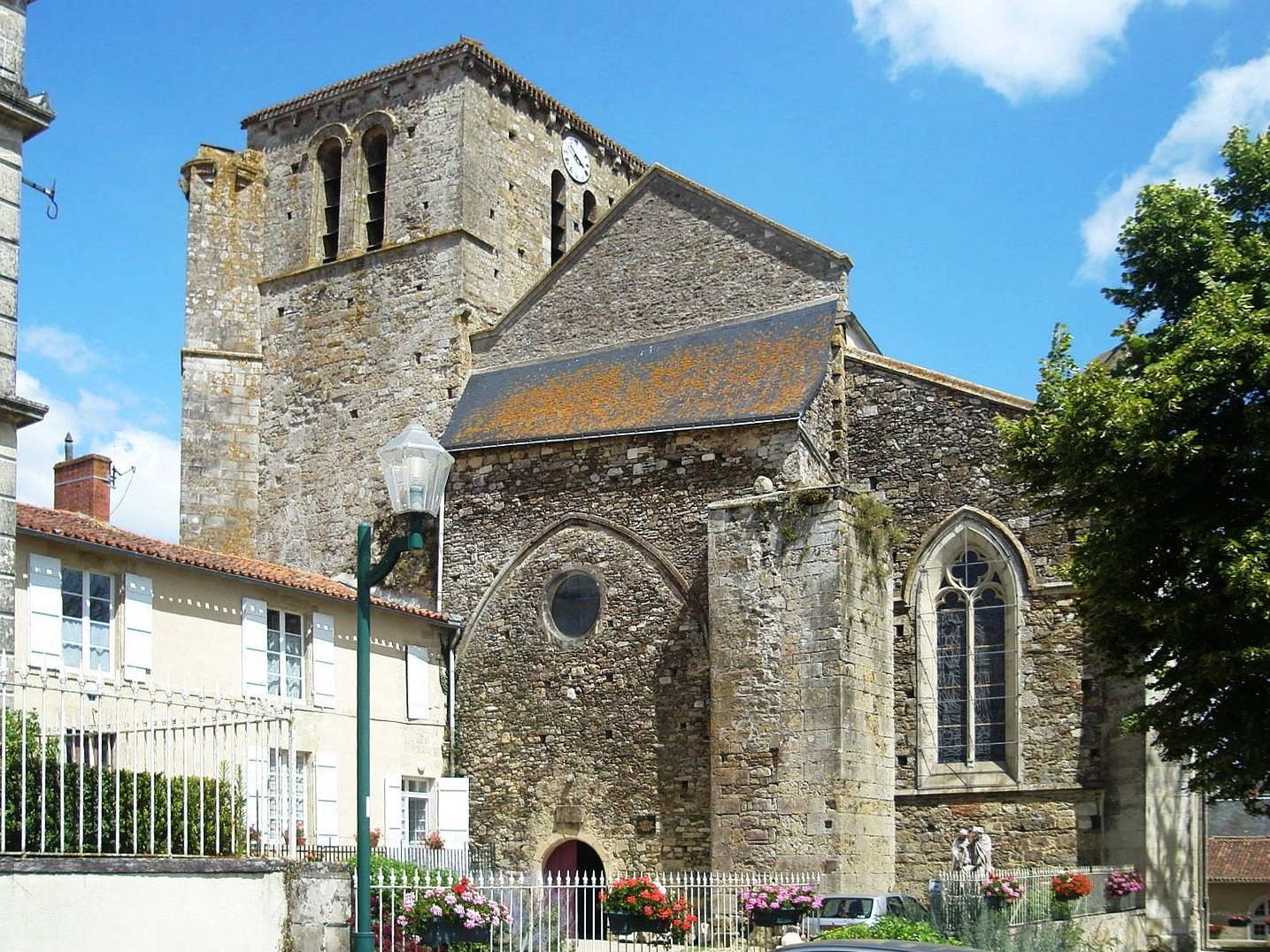
Église Saint-Hilaire (Mouilleron-en-Pareds).
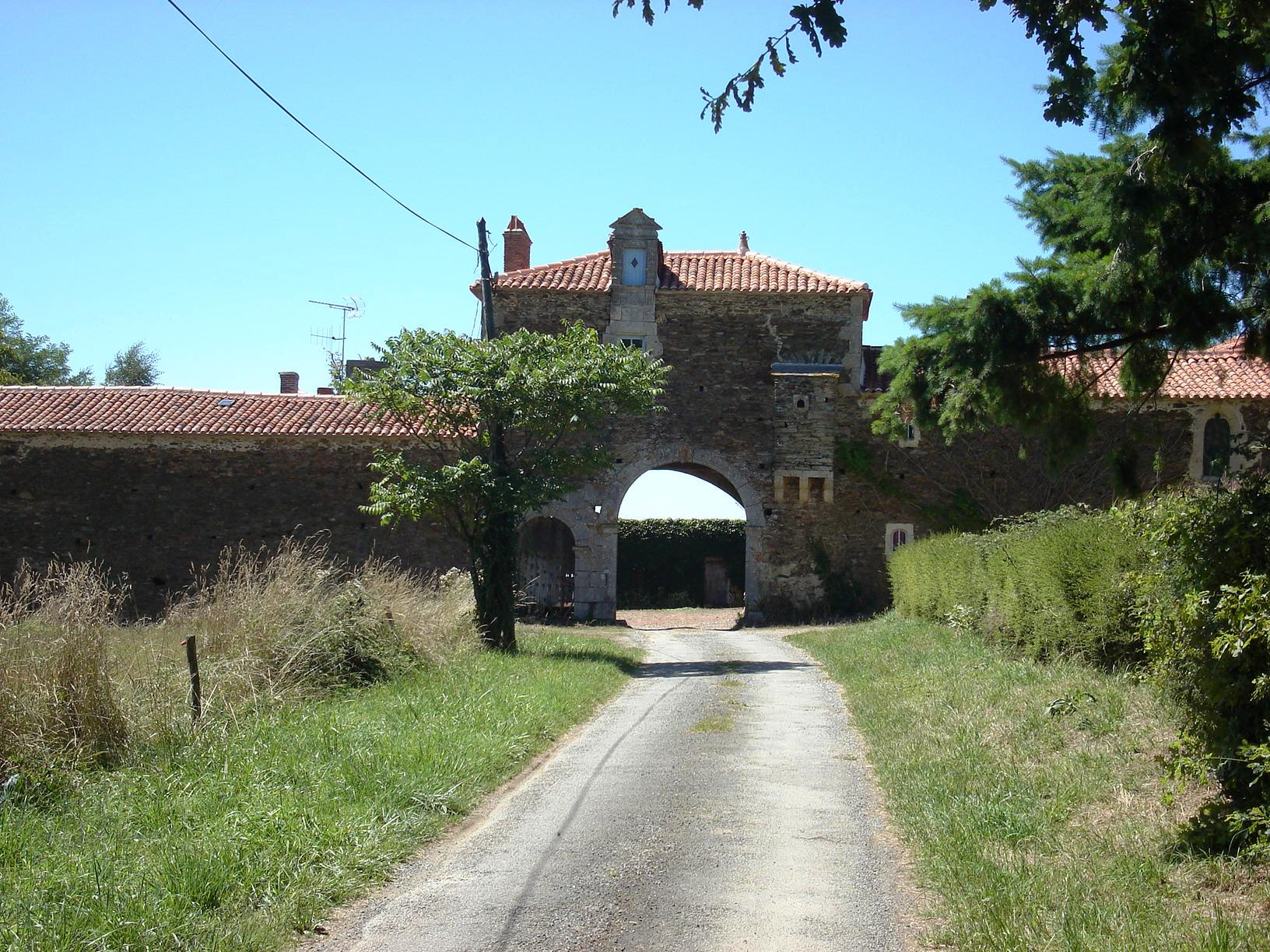
Manoir du Vigneau (Saint-Germain-l’Aiguiller).

### Personnalités liées à la commune
- Jean de Lattre de Tassigny (1889-1952), militaire français de la Première Guerre mondiale, maréchal de France, né à Mouilleron-en-Pareds.
- Georges Clemenceau (1841-1929), homme politique français, président du Conseil et ministre de la Guerre également né à Mouilleron-en-Pareds.